# Liga Mexicana de Béisbol 1930
La Temporada 1930 de la Liga Mexicana de Béisbol fue la sexta edición. Para este año hubo una expansión de 5 a 6 equipos, adicionalmente hubo dos cambios de sede. Desaparecieron los equipos de Azcapotzalco y Bravo Izquierdo de Puebla. En su lugar ingresaron los equipos de Cardenales de México, Leones de Obras Públicas y Pachuca de Hidalgo. El calendario constaba de 25 juegos que se realizaban solamente los fines de semana, el equipo con el mejor porcentaje de ganados y perdidos se coronaba campeón de la liga. 
Los Tigres de Comintra obtuvieron el primer campeonato de su historia al terminar en primer lugar con marca de 19 ganados y 6 perdidos, con seis juegos de ventaja sobre los Leones de Obras Públicas y Pachuca de Hidalgo.
El mánager campeón fue Manuel Oliveros.

## Equipos participantes
| Liga Mexicana de Béisbol 1930 |           |                  |
| Equipo                        | Fundación | Ciudad           |
| Cardenales de México          | 1930      | México, D. F.    |
| Chiclets Adams de México      | 1928      | México, D. F.    |
| Delta de México               | 1929      | México, D. F.    |
| Leones de Obras Públicas      | 1930      | México, D. F.    |
| Pachuca de Hidalgo            | 1926      | Pachuca, Hidalgo |
| Tigres de Comintra            | 1928      | México, D. F.    |

## Posiciones
| Liga Mexicana de Béisbol | Liga Mexicana de Béisbol | Liga Mexicana de Béisbol | Liga Mexicana de Béisbol | Liga Mexicana de Béisbol |
| Equipo                   | JG                       | JP                       | PCT                      | JV                       |
| ------------------------ | ------------------------ | ------------------------ | ------------------------ | ------------------------ |
| Comintra                 | 19                       | 6                        | .760                     | -                        |
| Obras Públicas           | 13                       | 12                       | .520                     | 6.0                      |
| Hidalgo                  | 13                       | 12                       | .520                     | 6.0                      |
| Delta                    | 12                       | 13                       | .480                     | 7.0                      |
| Chiclets Adams           | 12                       | 13                       | .480                     | 7.0                      |
| Cardenales               | 6                        | 19                       | .240                     | 13.0                     |

| Campeón de la Liga |